# Dalmazia
La Dalmazia (AFI: /dalˈmaʦʦja/; in latino Dalmatia, in croato Dalmacija, in montenegrino e in serbo Далмација?, Dalmacija, in albanese Dalmacia) è una regione storico-geografica sulla costa orientale del mare Adriatico, che si estende dalle isole Quarnerine a nord-ovest, sino al fiume Boiana, attuale confine tra Montenegro e Albania, a sud-est, politicamente suddivisa tra Croazia, Montenegro e Bosnia ed Erzegovina (quest'ultima nel breve tratto presso la localitá portuale di Neum).
Geograficamente è una sottile striscia di terra corrispondente al versante marittimo delle montagne balcaniche che costeggiano il mare Adriatico, che solo nella sua parte centrale si estende fino a 50 km verso l'entroterra (Zagora), fino alle Alpi Dinariche. Il suo nome deriva dall'antico popolo dei Dalmati (in latino Dalmatae o Delmatae: a sua volta questo nome deriva dalla parola illirica delmë, che significa pecora) e venne utilizzato ufficialmente per denominare la regione quando la Dalmazia fu staccata dall'Illirico e costituita come provincia romana (10 d.C.).

## Geografia politica
La Repubblica di Croazia possiede la maggior parte del territorio dalmata, compreso nelle quattro contee, i cui capoluoghi sono Zara, Sebenico, Spalato e Ragusa. Ricadono nella regione geografica dalmata anche parte delle odierne contee croate di Segna e di Fiume (ovvero le rispettive isole e lo stretto tratto di costa che corre ai piedi delle Alpi Dinariche, a partire dalla linea Fiume-Passo di Vrata o Porta Liburnica).
Il Montenegro possiede la regione dalmata delle Bocche di Cattaro, comprendente le città di Castelnuovo di Cattaro, Teodo, Cattaro, Budua, e a sud-est delle Bocche di Cattaro il litorale adriatico di Antivari, Dulcigno e parte della municipalità di Cettigne, senza però che a questo territorio corrisponda anche una regione amministrativa.
La Bosnia-Erzegovina possiede un breve tratto di costa lungo circa 23 km attorno alla cittadina di Neum, sul canale della Narenta, che costituisce anche il suo unico sbocco al mare.

### Orografia, isole e idrografia
La parte settentrionale della Dalmazia, a nord del fiume Zermagna - o Morlacchia - è una stretta regione corrispondente all'incirca al versante marittimo dell'ala settentrionale della Grande Cappella (dal passo di Urata fino all'incontro coi Velebiti) e dei monti Velebiti.
La sua parte meridionale (a sud del fiume Cettina), consta del versante marino delle alture erzegovine dei monti Albi (1762 m) e montenegrine.
Le cime più importanti della Dalmazia sono il Troglav (1915 m), il Dinara (1841 m), il Monsaureo (1331 m), il monte Capraro e il monte Orjen (1895 m).
Fanno parte della Dalmazia tutte le isole dell'Adriatico orientale. Le principali isole dalmate, escludendo le isole quarnerine, sono: Pago, Isola Lunga, Ugliano, Pasman, le Incoronate, Brazza, Lesina, Curzola, Lissa, Lagosta e Meleda.
I fiumi più importanti della Dalmazia sono la Zermagna, la Cherca, la Cettina e il delta della Narenta, fiume erzegovese che sfocia a sud dei monti Albi.
Il principale specchio d'acqua dolce dalmata, il lago di Vrana, si trova nella Dalmazia settentrionale, sulla costa fra Zara e Sebenico.
Il terreno è di natura calcarea, per cui sono molto frequenti fenomeni carsici come la formazione di doline, foibe e grotte. La Dalmazia ha una ricca idrografia sotterranea.

### Clima

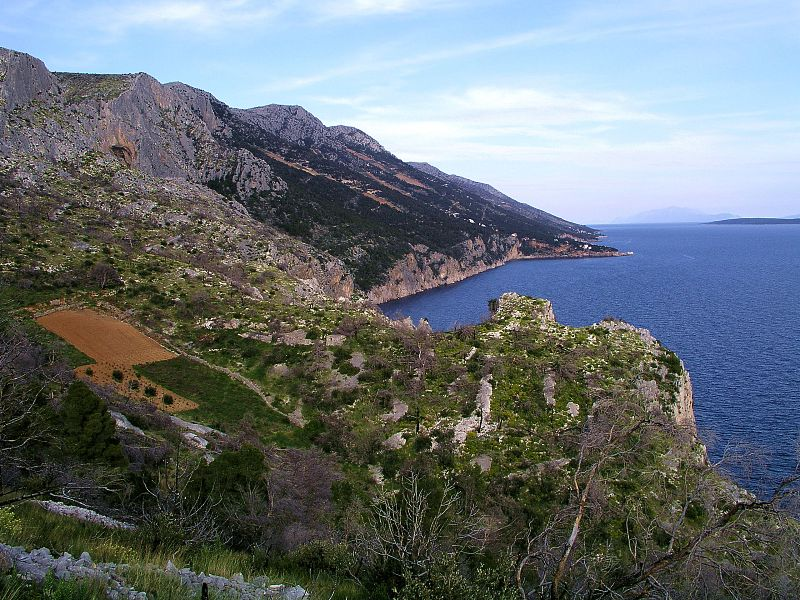
Scorcio dell'isola di Lesina.

La Dalmazia centrale è separata dal resto della penisola balcanica dalle Alpi Dinariche.
La Dalmazia gode di clima mediterraneo, con inverni miti e piovosi ed estati calde e secche, grazie alle catene montuose che riparano la regione dalle correnti d'aria fredda provenienti dai Balcani.

### Comunicazioni
Ai tempi dell'Impero austro-ungarico venne realizzata la ferrovia Dalmata, che collega Tenin a Spalato con diramazione da Percovich a Sebenico. Tale linea fu collegata al resto della rete jugoslava dalle linee della Lika e dell'Una. È presente anche la linea Tenin-Zara.
Più a sud è presente un breve tratto della linea Sarajevo-Porto Tolero.
In passato, erano in esercizio alcune linee a scartamento ridotto: la Spalato-Signo e la Čapljina-Zelenica con diramazione Uskoplje-Ragusa.
Le comunicazioni automobilistiche avvengono maggiormente lungo le rotabili costiere, ed un'autostrada Zagabria-Zara-Spalato-Porto Tolero (Dalmatina) si affianca alla ferrovia.
Data la natura del territorio, buona parte del trasporto è su acqua, e tutte le principali città dalmate sul mare hanno un porto.

### Economia

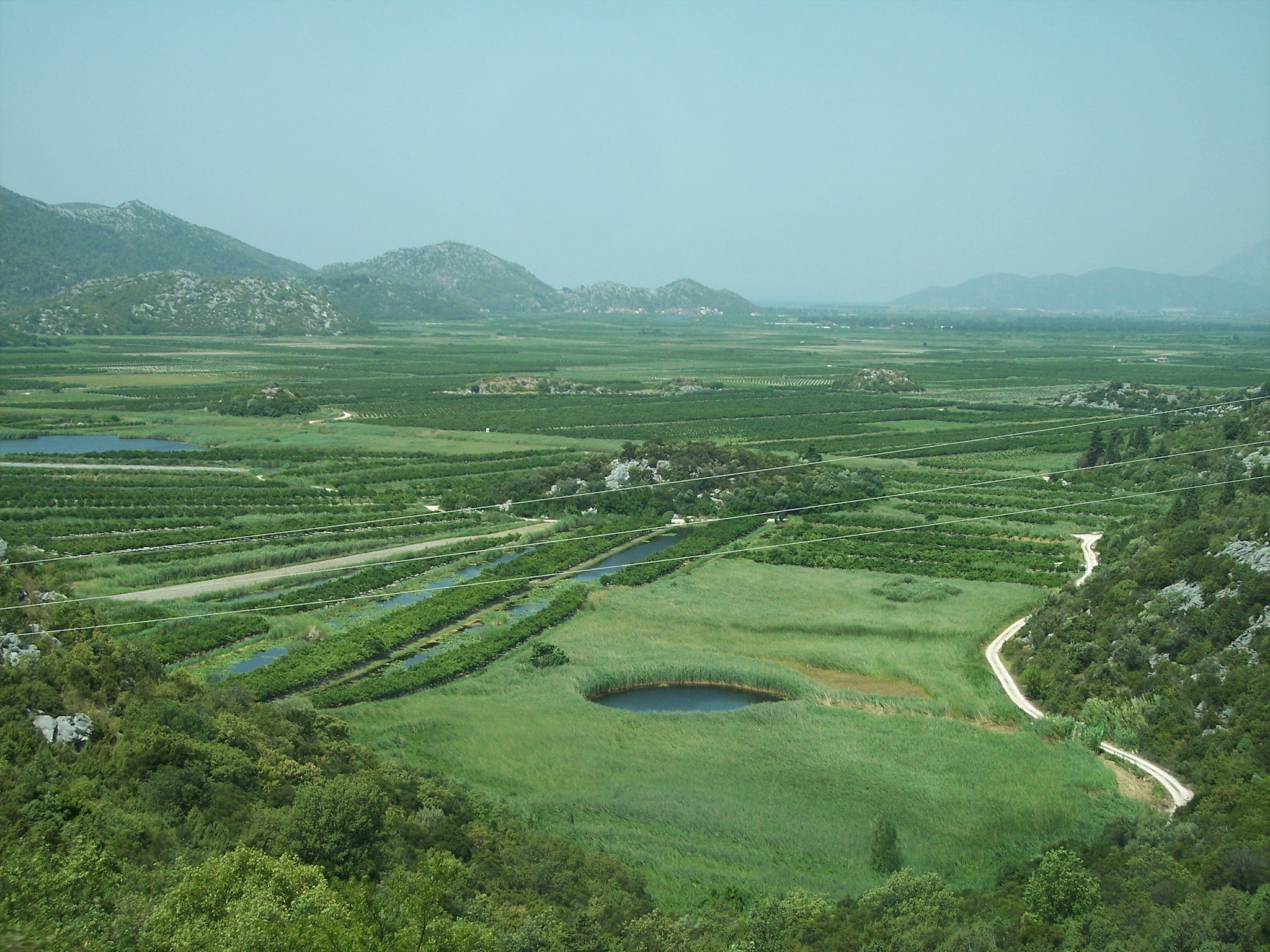
Il fertile delta della Narenta

La Dalmazia non ha vaste estensioni di terreno adatte all'agricoltura. Come altre regioni costiere del Mediterraneo limita la propria produzione alla vite da vino, all'ulivo e ad altre colture arboricole. Nella regione centromeridionale (fra Spalato e Ragusa) è diffusa la coltivazione del tabacco. Nel delta del Narenta si espande la produzione dei mandarini, delle arance e del kiwi.
Il sottosuolo è povero, eccezion fatta per alcuni giacimenti di bauxite, che alimentano una piccola industria siderurgica sulla costa, a Sebenico ed a Punta Lunga. Sulla costa si ricava il sale marino. Nei pressi di Spalato si estrae minerale di calcio, che alimenta i locali cementifici.
La natura montuosa del territorio - tuttavia - ha consentito la realizzazione di impianti idroelettrici, attualmente gli unici della Croazia.
Eccezion fatta per il polo industriale di Spalato (cementifici, impianti chimici, cantieri navali, industria conserviera) la principale attività economica della regione resta il turismo, attratto dalle bellezze naturali e storiche dalmate.

### Natura
L'immenso numero di cale, isole e canali, rende la Dalmazia particolarmente attraente per le regate ed il turismo nautico in generale. Inoltre esiste un discreto numero di porti turistici. La Dalmazia è anche protetta da diversi parchi nazionali che sono attrazioni turistiche: Paklenica, l'arcipelago delle Incoronate, le rapide del fiume Cherca (Nacionalni park Krka) e l'isola di Meleda.
Nella Dalmazia centrale si trova la grotta di Vranjača.

## Storia

### Protostoria

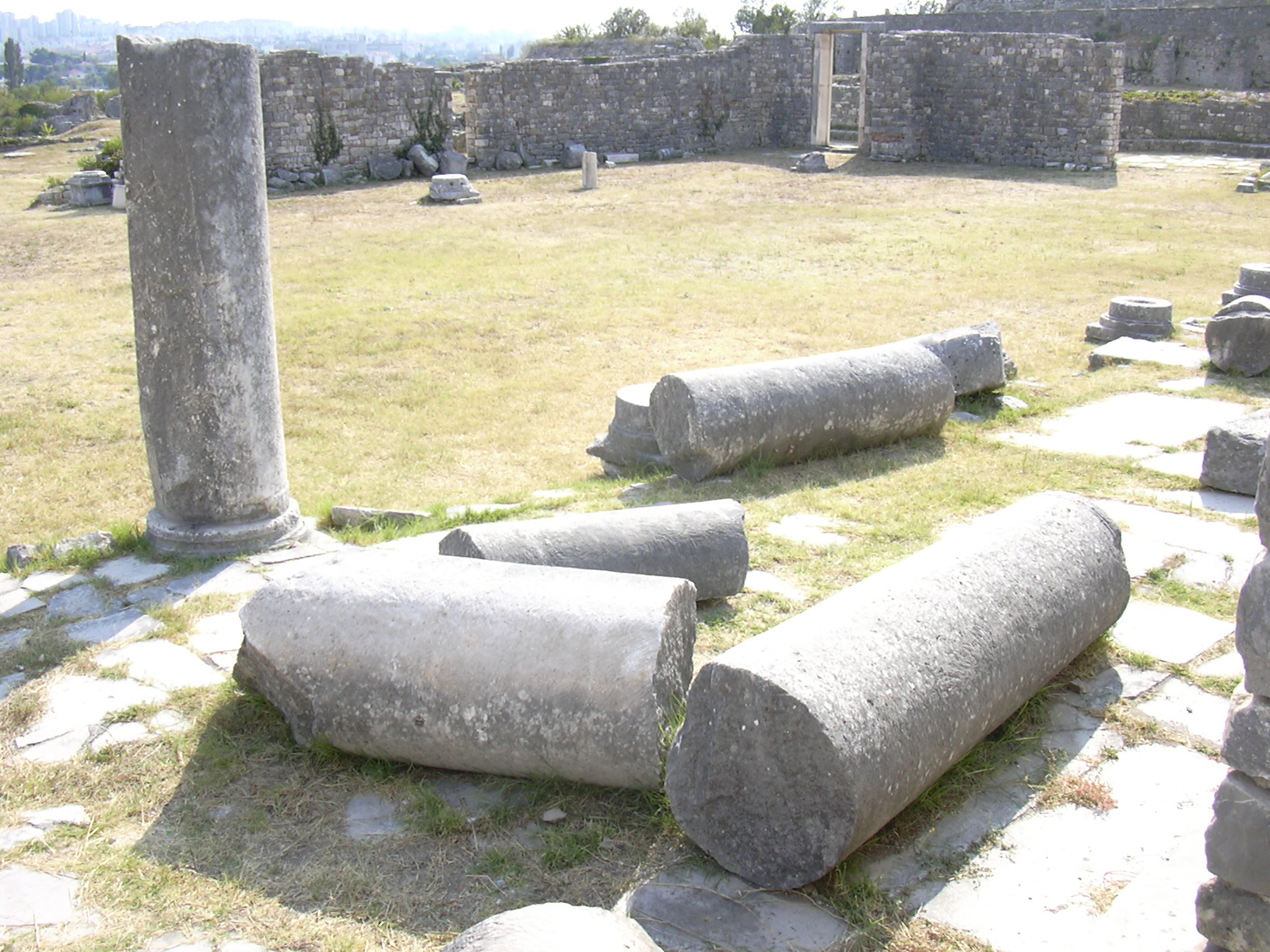
Resti romani a Salona (Salonae)

Si suppone che al momento della prima invasione indoeuropea dell'Europa, l'area adriatica, e quindi anche la Dalmazia, fu occupata da un gruppo di popolazioni affini fra loro, i Liburni, i Giapidi o Japudes e gl'Istri, nell'area orientale, gli Apuli o Japigi nell'area occidentale, sulla penisola italiana. L'area della Dalmazia odierna probabilmente era occupata da tribù di pastori, dediti occasionalmente anche alla pesca e alla pirateria, i Dalmati (Dalmatae) o Delmati.
Tale area si congiungeva, nella sua parte più settentrionale, in prossimità del golfo del Quarnero, con quella occupata dai popoli che diedero vita alla cultura dei castellieri. Il centro urbano principale dei dalmati era Delminium, oggi probabilmente in Erzegovina (poi Duvno, attuale Tomislavgrad), e forse perché originari di questa città già dal 170 a.C. presero il nome con cui sono noti ancora oggi. Probabilmente Delminium è un termine di origine albanese che significa pascolo.
Già dal 153 a.C. i Dalmati erano uniti in una lega e nemici del popolo romano. Publio Cornelio Scipione Nasica li sconfisse per la prima volta e distrusse Delminio. Alcuni storici ricordano anche incursioni celtiche nella costa dalmata, che raggiunsero Salona, arginate poi dai romani.

### Età romana
L'area della Dalmazia era tradizionalmente compresa in un vasto territorio corrispondente grossomodo alla Ex-Jugoslavia definito Illiria. Già dal III secolo a.C. Roma inviò ambasciate e spedizioni militari in quest'area per contrastare la pirateria e per favorire i commerci dei cittadini nell'area balcanica. Nel 169 a.C. i Giapidi e i Liburni del Quarnero, popoli all'epoca dediti alla pirateria che ostacolavano i commerci fra l'Epiro e l'area padano-veneta, furono sconfitti dal console Gaio Cassio Longino: la loro sottomissione definitiva avvenne però solo quaranta anni più tardi, nel 129 a.C.

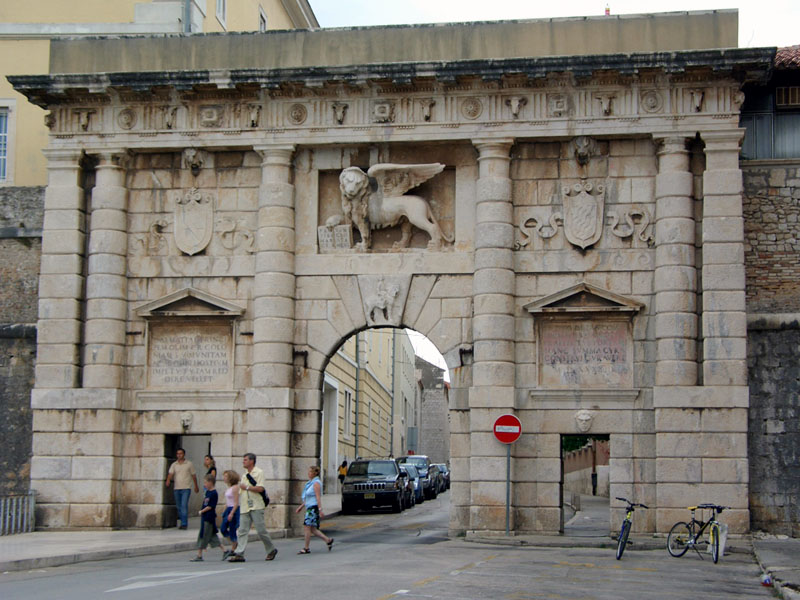
La Porta di Terraferma di Zara, con il Leone di San Marco

Il dominio romano nell'area fu molto instabile, non furono costituiti municipia, salvo che Iadera (59 a.C.), Salonae (155 a.C.), Narona ed Epidaurum (167 a.C.) nel Regnum Illyricum, e le popolazioni locali erano sempre pronte a ribellarsi, tanto che la conquista effettiva avvenne solo nel 118 a.C. ad opera di Lucio Cecilio Metello, che respinse un'invasione dei Celti nell'area, e quindi nel 33 a.C. con la nascita della provincia romana di Dalmatia.
Nei cinque secoli successivi la Dalmazia fu completamente romanizzata, dando all'Impero romano finanche alcuni imperatori.

### Cristianesimo e la Repubblica di Venezia
Il cristianesimo si affermò sulla costa dalmata già nel I secolo, ma penetrò nell'entroterra della provincia di Dalmazia molto lentamente, con un notevole ritardo rispetto ad altri territori romani.
Sebbene la più antica sede episcopale risalga al 65 secondo la tradizione, Salona, di cui vescovo sarebbe stato il discepolo di Paolo Tito, le prime diocesi territoriali risalgono al III secolo e sono quella metropolitana di Salona (san Venanzio vescovo dopo il 250, san Doimo vescovo martire nel 304, traslata a Spalato nel VII secolo), Zara (prima del 341), Epidauro (prima del 530, traslata a Ragusa nel VII secolo), Scardona (prima del 530, unita al Sebenico nel 1828), Macaria (prima del 532), Traù (dopo il 970).

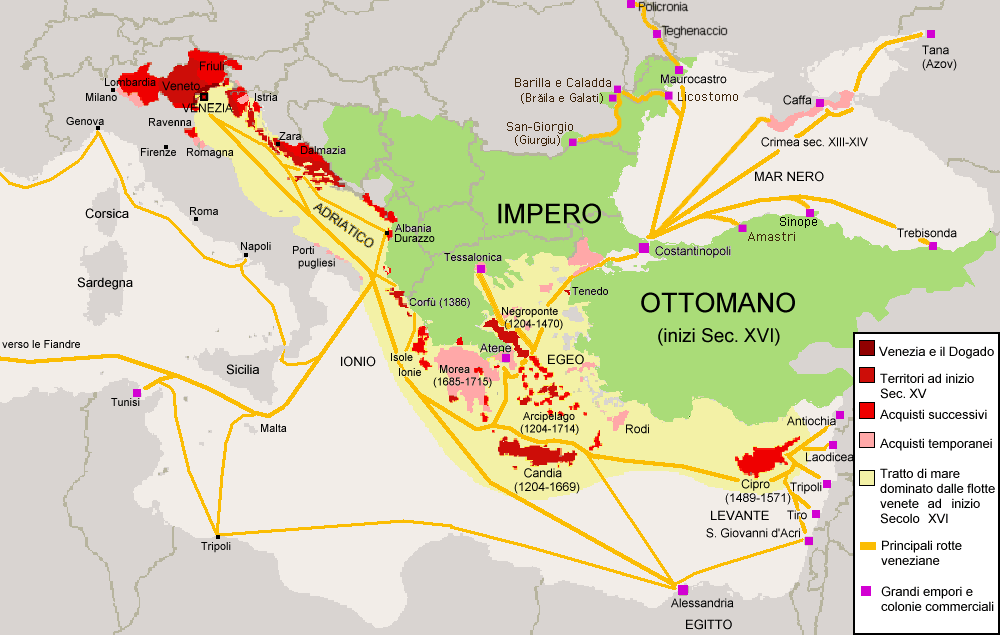
Mappa della rete commerciale e dei possedimenti della Repubblica di Venezia tra il XV e il XVI secolo, nel periodo di massima espansione

Fu occupata temporaneamente dai Visigoti nel 399 ma tornò quasi immediatamente sotto il dominio romano; in seguito all'assassinio del generale Ezio (455), assassinato dall'Imperatore Valentiniano III, il generale romano Marcellino, amico di Ezio e comes di Dalmazia, si ritenne dispensato dall'essere fedele all'imperatore, ritagliandosi di fatto un dominio in Dalmazia, che tenne come comes rei militaris dell'Illyricum.
In seguito alla morte di Marcellino, suo nipote Giulio Nepote divenne imperatore d'Occidente ma venne deposto (475) dal generale Oreste (padre di Romolo Augusto) e costretto alla fuga in Dalmazia, che governò fino al 480, anno della sua uccisione. In seguito alla morte di Nepote, venne conquistata dagli Eruli solo nel 482, entrando poi in seguito nel Regno ostrogoto (493).
Nel 535 fu conquistata dell'Impero romano d'Oriente in seguito alle campagne di Belisario, divenendo quindi una provincia bizantina, formalmente fino al 1186. Da ca 600 al 900 l'area fu devastata da guerre e anarchia, dalle invasioni degli Avari, degli Slavi e degli Ungari, che spinsero gli Slavi fino alla costa dalmata. Dall'VIII secolo Nona (Nin), Bijaći e Tenin (Knin) furono le sedi dei principi e re croati, nello stesso periodo iniziò la conversione al cristianesimo latino dei croati. Nel X secolo tra la Drava e il mar Adriatico sorse poi il primo stato croato sotto il regno di Tomislao I.
La Dalmazia bizantina fu ridotta a cinque città costiere (Zara, Traù, Spalato, Ragusa e Cattaro) e le isole, mentre il priore di Zara fungeva spesso da stratega nominale del Thema Dalmatia.
La poca popolazione latinizzata cercò di resistere alle invasioni barbariche rifugiandosi sulle isole e nelle città fortificate legate all'Impero romano d'Oriente e quindi ai nuovi regni che si andavano formando nell'entroterra: Croazia, Ungheria, Rascia o Serbia e successivamente alle repubbliche marinare di Venezia e Ragusa, appartenenti all'area bizantina.
Bisanzio concesse la Dalmazia interna ai re croati Tomislao (Tomislav) come stratega del temato, Dirzislao o Držislav come Patriarca ed Esarca di Dalmazia e Croazia e Cressimiro IV come rex Dalmatiae et Chroatiae. Le isole e le città subirono gradualmente una parziale slavizzazione. La lingua romanza autoctona dei Dalmati scomparve poco alla volta: mentre a Ragusa il dalmatico resistette fino al XIV secolo, a Veglia si estinse nel XIX.

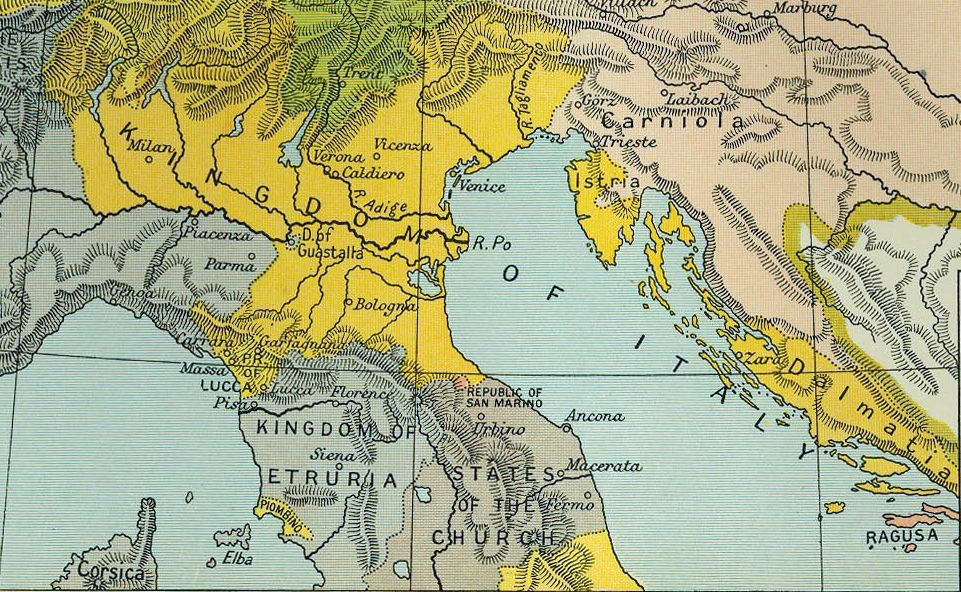
Il Regno d'Italia napoleonico nel 1807, quando includeva anche l'Istria e la Dalmazia anteriormente veneziane

Venezia spese più di quattro secoli per poter dominare incontrastata su buona parte della Dalmazia. Nel 1000 il doge Pietro II Orseolo, investito dall'imperatore Basilio II del titolo di protospataro imperiale prese tutta la Dalmazia bizantina (resistette solo Lagosta), e nel maggio del 1000 fu nominato dux Veneticorum et Dalmaticorum.
Già attorno al 1045 a Venezia rimase solo Ossero. Nel 1074 il duca normanno Amico di Giovinazzo sconfisse Cressimiro IV, cercando per sé il regno di Dalmazia, ma fu sconfitto a sua volta dal doge Domenico Svevo, e la Dalmazia rimase al re croato Demetrio Zvonimir, vassallo del papa Gregorio VII.
Nell'arco del XII secolo Zara passò due volte nelle mani di Venezia (1115-1117, 1131-1133) ed i Bizantini presero brevemente due volte tutta la Dalmazia tranne Zara (1164-1167, 1171-1186). Cattaro passò a Rascia (1185-1387) per qualche decennio.
Il doge Enrico Dandolo si servì della IV crociata per prendere Zara (10 novembre 1202) e saccheggiare Bisanzio (1204). Dopo la caduta di Bisanzio, anche Ragusa passò a Venezia (1205-1358). Con la pace di Zara (1358) tutta la Dalmazia (tranne le Bocche di Cattaro) tornò ai re ungheresi della Dalmazia e Croazia (la Repubblica di Ragusa con ciò divenne praticamente indipendente sino al 1808).
Durante la guerra dinastica il pretendente Ladislao I di Napoli vendette nel 1409 i suoi diritti sulla Dalmazia alla Repubblica di Venezia per 100 000 ducati, e Venezia la prese definitivamente dal 1409 (Zara, Pago, Cherso, Ossero e Arbe) sino al 1413 (Sebenico) e 1420 (Spalato, Lesina, Lissa e Curzola). Il vincitore in Ungheria, l'imperatore Sigismondo di Lussemburgo, incassò dalla Serenissima ulteriori 10 000 ducati, e la Dalmazia fu venduta "lege artis". Infine i conti di Veglia, detti Frangipane, vassalli veneziani dal 1118, vendettero l'isola a Venezia nel 1480. La Repubblica di Venezia rimase quindi padrona della Dalmazia sino alla sua caduta nel 1797.
Dalla fine del XV secolo Venezia ebbe in Dalmazia un nuovo e temibile vicino: l'Impero ottomano, con il quale ebbe molti conflitti e tre lunghe guerre, dette di Candia (1645-1669), prima di Morea (1684-1699) e seconda di Morea (1714-1718), riuscendo tuttavia ad espandere il suo dominio in Dalmazia.
La costa dalmata ebbe una forte impronta culturale dall'Italia, cominciando dall'Impero romano, passando per gli influssi dello stile longobardo, del gotico veneziano nell'architettura pubblica e del Rinascimento fiorentino nella letteratura in lingua croata, basata sull'idea dell'uso della lingua volgare, permeata dal petrarchismo a Ragusa. L'accentramento del commercio a Venezia e le invasioni turche nella penisola balcanica arrestarono lo sviluppo culturale e spinsero il baricentro dell'impronta culturale tra i croati, non solo in Dalmazia, dall'Italia all'Austria, dal Mediterraneo all'Europa centrale.

### Età moderna e contemporanea

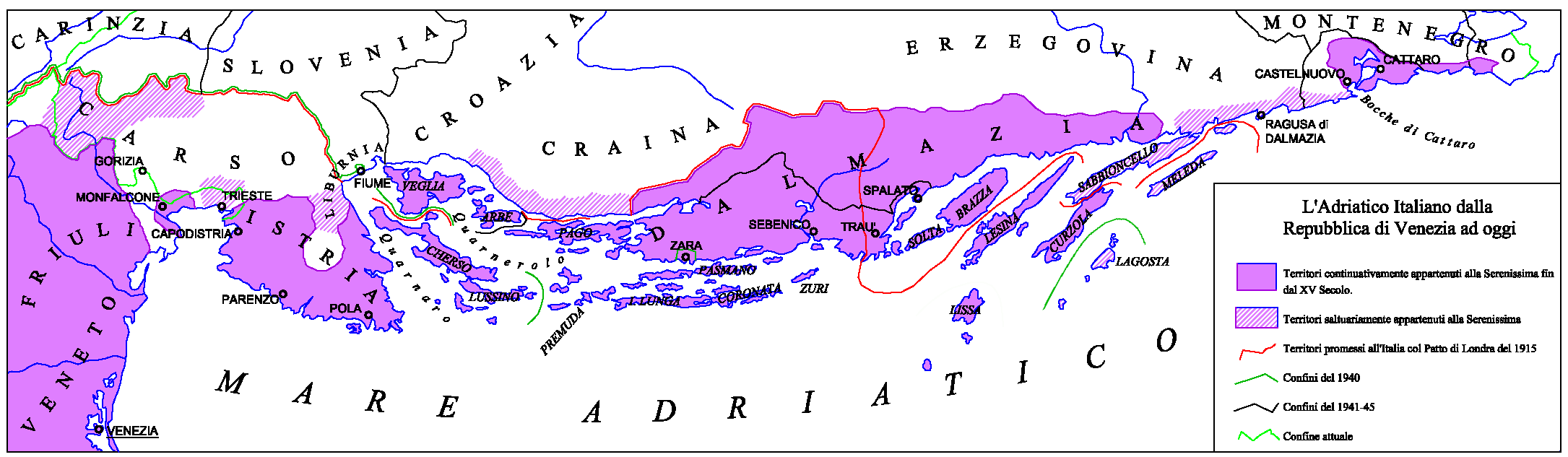
Cartina della Dalmazia e della Venezia Giulia coi confini previsti dal Patto di Londra (linea rossa) e quelli invece effettivamente ottenuti dall'Italia (linea verde). In fucsia sono invece indicati gli antichi domini della Repubblica di Venezia.

Nel 1797 lo stato di Venezia che aveva dominato per quasi quattro secoli la costa adriatica orientale fu abbattuto da Napoleone. Con la caduta della Repubblica di Venezia anche la Dalmazia rientrò nei piani annessionistici napoleonici: dopo un breve periodo in cui le città veneziane dalmate furono cedute all'Austria con il trattato di Campoformio, esse finirono nuovamente sotto il controllo di Napoleone che decise l'annessione al Regno d'Italia, includendovi anche la Repubblica di Ragusa nel 1808. Durante questo regno napoleonico la Dalmazia intera fu unita politicamente all'Italia ed ebbe come lingua ufficiale l'italiano, anche nelle scuole.
Successivamente, nel 1809, Napoleone vi istituì il governo delle Province illiriche, con l'Istria, la Carniola, una parte dei Confini militari asburgici (Militärgrenze o Craina), le contee di Gradisca e Gorizia, Trieste e parte della Carinzia, di cui fu capitale Lubiana.
Con la Restaurazione nel 1815 la futura Venezia Giulia (Gorizia, Trieste, Pola, Fiume), con le terre a ovest delle Alpi Giulie, riottennero, pur nell'ambito dell'Impero asburgico, la separazione dall'Illiria e il governo illirico fu affidato all'Impero asburgico, che per un breve periodo costituì un Regno di Illiria, e poi definitivamente il Regno di Dalmazia, con capitale Zara. Nel 1816, all'indomani della Restaurazione, la comunità italiana rappresentava la quinta parte della popolazione totale della regione. Nella prima metà dell'Ottocento, cominciò a diffondersi in Croazia il movimento denominato "illirico", sostenuto dalla maggioranza croata e guidato da un rappresentante di tale gruppo etnico, Ljudevit Gaj. Questo movimento aveva come scopo la creazione di un'unica cultura e coscienza politica degli Slavi del sud. L'etnia maggioritaria della Dalmazia era in quel periodo quella slava (soprattutto croata), ma non era ben chiaro a quanto ammontasse esattamente la popolazione di cultura italiana (valutata intorno al 1845 intorno al 20% del totale), poiché solo dal 1880 il censimento austro-ungarico iniziò a riportare anche la suddivisione secondo la lingua parlata o "lingua d'uso" (Umgangssprache). 

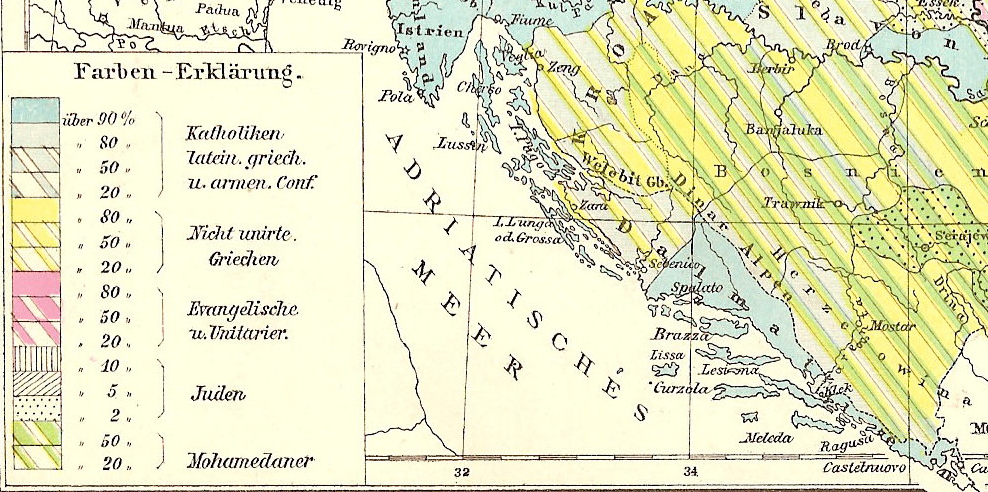
Divisioni etniche della Dalmazia in base alle religioni professate durante la dominazione austriaca

La politica di collaborazione con i serbi locali, inaugurata dallo zaratino Ghiglianovich e dal raguseo Giovanni Avoscani, permise poi agli italiani la conquista dell'amministrazione comunale di Ragusa nel 1899. Nel 1909 la lingua italiana venne vietata però in tutti gli edifici pubblici e gli italiani furono estromessi dalle amministrazioni comunali.

Mappa del Governatorato italiano della Dalmazia (1941-1943), con segnate la provincia di Zara (in verde), la provincia di Spalato (in arancio) e la provincia di Cattaro (in rosso scarlatto)

Dopo la prima guerra mondiale, in base al Patto di Londra l'Italia avrebbe dovuto ottenere la Dalmazia settentrionale, incluse le città di Zara, Sebenico e Tenin. All'annessione si oppose il neonato Regno dei Serbi, dei Croati e degli Sloveni, appoggiato da Thomas Woodrow Wilson, e la Dalmazia venne alla fine ceduta allo Stato sud-slavo, con l'eccezione di Zara (a maggioranza italiana la città, a maggioranza croata il comune, secondo il censimento del 1910), delle isole di Lagosta e Cazza e di quelle carnerine (Cherso, Lussino, Unie, Sansego e Asinello) che vennero assegnate all'Italia. Nel nuovo ordinamento regionale del regno iugoslavo, la Dalmazia faceva parte della Banovina del Litorale con parte dell'Erzegovina.
Nel 1941, durante la seconda guerra mondiale, la Iugoslavia fu invasa dall'Asse e smembrata. La Dalmazia fu spartita fra Italia, che vi istituì il governatorato della Dalmazia (Dalmazia centrosettentrionale - comprendente Zaravecchia, Sebenico, Traù e Spalato - e le Bocche di Cattaro) e Stato Indipendente di Croazia, che annetté Ragusa e Morlacchia, sebbene in quelle regioni fossero stanziate truppe italiane. Subito il Governatorato divenne rifugio per le popolazioni dell'entroterra che fuggivano dalle persecuzioni e dalle atrocità commesse dagli ustascia. Comunque, nonostante una ridotta turbolenza causata dall'inizio della guerriglia di resistenza contro l'Asse, la Dalmazia italiana fino all'estate 1943 rimase relativamente tranquilla (almeno rispetto all'entroterra dominato dalla Croazia di Ante Pavelić).
Con la resa italiana (8 settembre 1943) lo Stato ustascia croato attaccò il Governatorato di Dalmazia annettendolo fino ai confini del 1941, mentre le Bocche di Cattaro passavano sotto diretta amministrazione militare tedesca, assieme alla città di Zara, che in tal modo riuscì temporaneamente ad evitare l'annessione alla Croazia. Tuttavia la città venne fatta segno di numerosi bombardamenti da parte alleata che la distrussero quasi completamente. Nel dicembre del 1944 l'intera Dalmazia era oramai sotto controllo dei partigiani di Tito, compreso ciò che restava della città di Zara.
Alla fine del conflitto tutta la costa adriatica orientale, compresa Zara e le isole precedentemente italiane, finì per far parte della Jugoslavia federale diventata comunista, che amministrò l'area fino alla sua dissoluzione come Stato (1991). Nella Jugoslavia federale la Dalmazia fu parte della repubblica di Croazia, ma le Bocche di Cattaro e Budua furono annesse alla repubblica del Montenegro (Cattaro), mentre alla repubblica di Bosnia ed Erzegovina restò lo sbocco al mare a Neum. I confini rimasero immutati anche dopo la dissoluzione della Jugoslavia.

## Etnografia

### Generalità

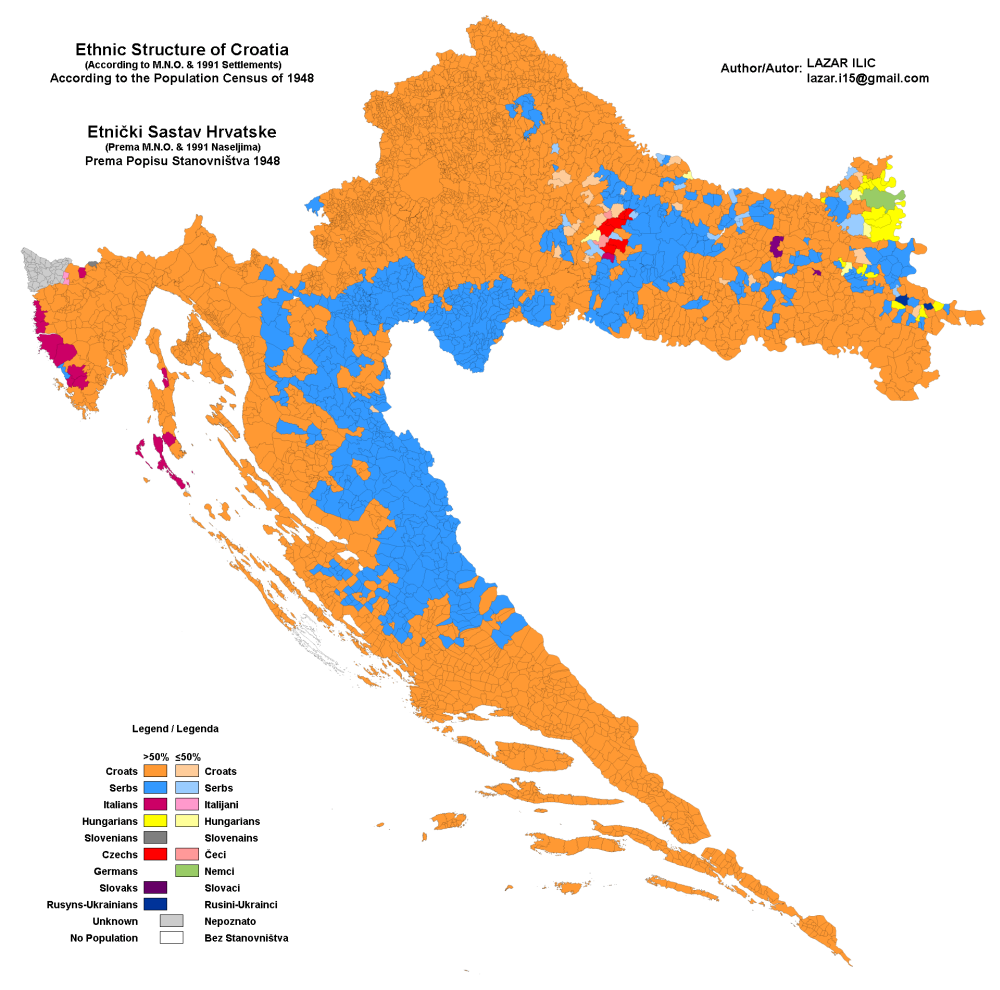
Mappa linguistica della moderna Croazia indicante le varie madrelingue diffuse nel 1948. In arancio è indicato il croato, in blu il serbo, in fucsia l'italiano, in giallo l'ungherese e in rosso il ceco.

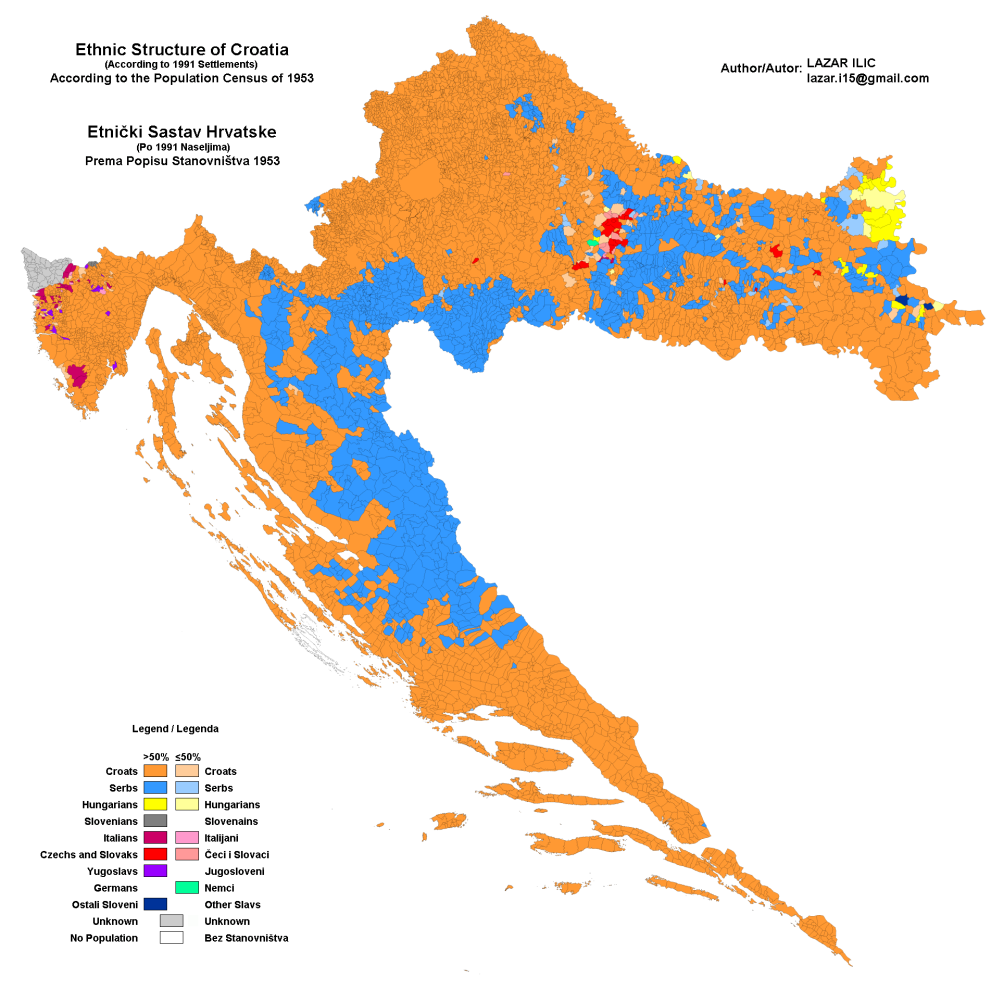
La medesima mappa precedente, ma con dati del 1953 a esodo giuliano dalmata terminato.

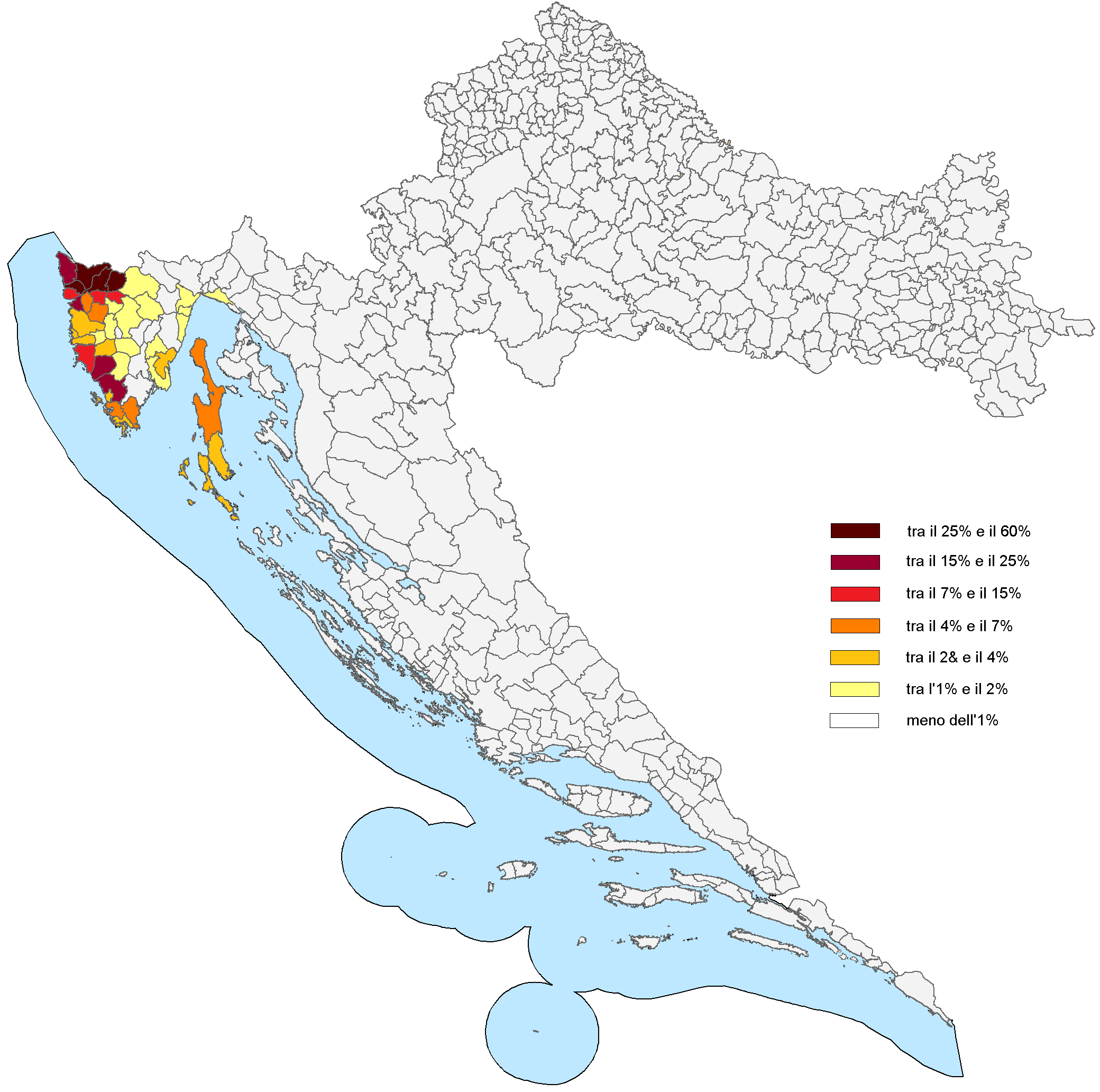
Mappa della Croazia indicante i residenti di madrelingue italiana per città e comuni, registrati al censimento ufficiale croato del 2011.

La costa adriatica orientale è sempre stata caratterizzata, come buona parte della penisola balcanica, dalla convivenza di diversi gruppi etnici, spesso pacifica, molto più spesso degenerata in conflitti e guerre, specialmente nell'epoca dei nazionalismi.
Le popolazioni storiche che si stanziarono nella costa adriatica sono quella illirica e liburnica, tutte e due latinizzate durante la lunga dominazione romana.
Assieme a loro sulla costa vi erano i coloni greci e poi gli antichi romani, da cui discendevano gli oriundi dalmati (Zara, Ragusa, Spalato, Traù, Veglia, Cattaro, Lissa, ecc...). All'interno della Dalmazia dagli illiri, celti e forse da alcuni traci romanizzati provengono i valacchi, prima completamente romanizzati ma poi (specialmente dopo il mille) slavizzati e noti come morlacchi. Infine dalle genti slave, arrivate dal VII secolo in poi e mescolatesi con i predecessori ai quali imposero le strutture statali e la lingua, discendono i moderni croati e la minoranza serba in Dalmazia, come pure i vicini bosniaci e montenegrini.
La minoranza autoctona italiana discende dai dalmati romanzi (soprattutto nelle isole del Quarnaro ed in alcune città costiere): essi sono prevalentemente zaratini o cittadini (Traù, Tenin, Spalato, Quarnaro, Cattaro) assimilati socialmente con gli slavi e morlacchi tramite la formazione o l'impiego dalla cultura veneziana, e dagli impiegati statali importati dal Regno Lombardo-Veneto durante l'impero asburgico. Comunque, le prime etnie originarie neolatine furono soppiantate da croati e italiani già a partire dal X secolo, e di loro rimasero poche tracce fino al XIX secolo.
Nel 1941 sotto il Governatorato di Dalmazia, celebrato dagli irredentisti italiani come la Redenzione delle terre italiane nell'Adriatico orientale, i contrasti fra il gruppo etnico italiano e quello slavo si acuirono anche a causa del clima di terrore instaurato nei territori di competenza della Seconda Armata dal generale Mario Roatta, comandante delle truppe del regio esercito e soprattutto dai partigiani titini presenti sul territorio. Anche i rapporti fra croati e serbi si deteriorarono bruscamente in quegli anni a seguito degli eccidi perpetrati contro quest'ultima etnia dagli ustascia croati.
Dopo la seconda guerra mondiale, tutta la Dalmazia, compresa Zara, fu annessa allo Stato Federale di Croazia (poi Repubblica Popolare di Croazia, dal 1963 Repubblica Socialista di Croazia) come parte della nuova Democratica Federale Jugoslavia (poi Repubblica Popolare Federale di Jugoslavia, dal 1963 Repubblica Socialista Federale di Jugoslavia): da allora, a seguito della persecuzione etnica a cui furono sottoposti, vi fu un vasto esodo di italiani. Così, tra il 1943 al 1955, la componente etnica croata è diventata sia territorialmente che culturalmente egemone, mentre quella italiana è quasi del tutto scomparsa in Dalmazia, anche se ancora esiste, pur se assai ridotta nel numero, in alcuni comuni.

### Comunità slave
Alla seconda metà del VII secolo risale la prima colonizzazione slava dell'area dalmatica, che portò a stanziarsi fra la Drava e il mare Adriatico i croati. Da allora l'etnia fu maggioritaria in molte zone della Dalmazia (soprattutto nell'entroterra) e assimilò anche nel corso degli anni parte delle popolazioni neo-latine come i morlacchi (transumanti) sino all'età moderna. La popolazione serbo e croata si distinsero anche in seguito in base alla denominazione cristiana: gli slavi del nord-est erano soggetti all'influenza politica carolingia e alla tradizione romana e aderirono al cristianesimo romano, ottenendo la speciale concessione di celebrare la liturgia in glagolitico, privilegio tuttora mantenuto, ma in disuso da quando il Concilio Vaticano II introdusse le lingue nazionali nella liturgia.
Il sud-est rimase invece legato alla tradizione bizantina, che distinse i serbi (ortodossi) da croati (cattolici). Anche i morlacchi si divisero ai croati e serbi in base alla denominazione cristiana. Nella vicina Bosnia i cattolici si considerano croati, gli ortodossi serbi, e solo i musulmani (di fede o di tradizione) si professano bosgnacchi o bosniaci. I Croati oggi occupano tutta l'area costiera, mentre nella zona interna della Dalmazia, detta Zagora, vivono ancora delle comunità serbe, nonostante le sanguinose battaglie verificatesi alla nascita dello stato croato contro la separatista Repubblica Serba di Krajina.

#### Lingue e dialetti slavi
L'area della Dalmazia è caratterizzata prevalentemente da due dialetti slavi, considerati parte della lingua croata, il dialetto «ciacavo» e il dialetto «stocavo»; il primo esclusivamente croato, ma caratterizzato nei vernacolari cittadini da influssi lessicali veneti, mentre il secondo sta alla base delle lingue croata, ma anche bosniaca, montenegrina e serba standard (con differenze lessicali e stilistiche tra loro).
Nella storia della letteratura il ciacavo è la prima lingua letteraria dei croati, diffusa in Istria e Dalmazia prevalentemente dell'area insulare e costiera. Nella sua forma antica, che tuttavia si è in buona parte tramandata, sono stati scritti alcuni dei testi storici della letteratura croata, prima fra tutti la Judita di Marco Marulo (Marko Marulić). Lo stocavo, nelle sue varianti, è la lingua slava più parlata in Dalmazia (entroterra), e viene generalmente diviso in gruppi in base alla pronuncia dell'antica vocale "jat", che a seconda dei casi si è trasformata in "i" ikavo (Bosnia, entroterra dalmata), "e" ekavo (Serbia), "ije" (ijekavo) (Bosnia, Croazia e Montenegro).

### Comunità morlacca
Le popolazioni neolatine sopravvissute nelle Alpi Dinariche centrali alle invasioni barbariche, rimasero la maggioranza degli abitanti detti comunemente "vlasi" (vallachi) nelle lingue slave occidentali e meridionali, nelle vallate dinariche più interne e difficili da raggiungere per gli invasori, almeno fino all'anno mille. La loro completa slavizzazione avvenne con l'arrivo dei Turchi nei Balcani. Molti di loro si convertirono all'Islam nel Seicento, ed ora i loro discendenti sono una parte consistente dei cosiddetti Bosgnacchi.
Alberto Fortis, un naturalista e geologo italiano scrisse numerosi libri tra i quali il più noto fu Viaggio in Dalmazia pubblicato nel 1774 in due volumi, con molti dati sui Morlacchi, che ebbe risonanza europea. Ha descritto il folklore dei Morlacchi e principalmente su Hasanaginica, la ballata dei Morlacchi. Le pietre tombali monumentali (stecci) risalenti al Medioevo che si trovano sparse in Bosnia ed Erzegovina e in alcune zone delle odierne Croazia, Montenegro e Serbia hanno origine valacca (morlacca).

### Comunità ebraica
Gli ebrei si sono insediati in Dalmazia dal I secolo a.C. Sono numerosi reperti archeologici che testimoniano un loro insediamento presso la Porta Orientale di Salona. Sul posto sorge il protosantuario della Madonna dell'Isola (Gospe od Otoka), un segno che la cristianizzazione della Dalmazia passò per la comunità ebraica. La presenza degli ebrei a Salona e quindi a Spalato sembra ininterrotta per tutti questi secoli, poiché è testimoniata una sinagoga a Spalato prima del XII secolo. 

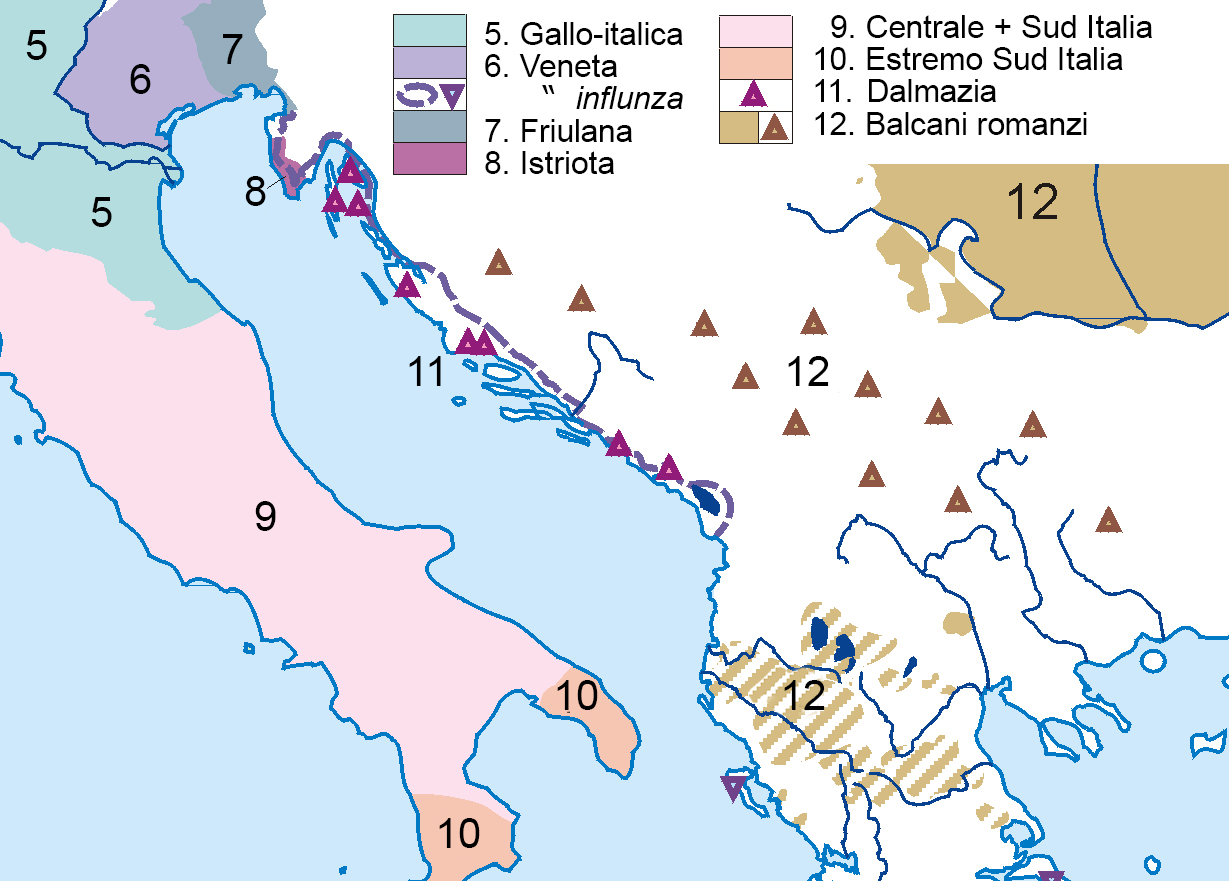
Lingue romanze in Dalmazia nel XIV secolo. I triangoli viola indicano le isole linguistiche dove si parlava ancora diffusamente la lingua dalmatica

L'ascesa commerciale di Spalato dal secolo XVII si deve alla scala e lazzaretto costruiti da Daniel Rodriga. La comunità non subì gravi persecuzioni sino alla seconda guerra mondiale, quando alcuni soldati italiani, guidati dal vicefederale fascista Giovanni Savo, distrussero e arsero tutti monumenti, rotoli e paramenti dalla Sinagoga di Spalato.

### Comunità italiana

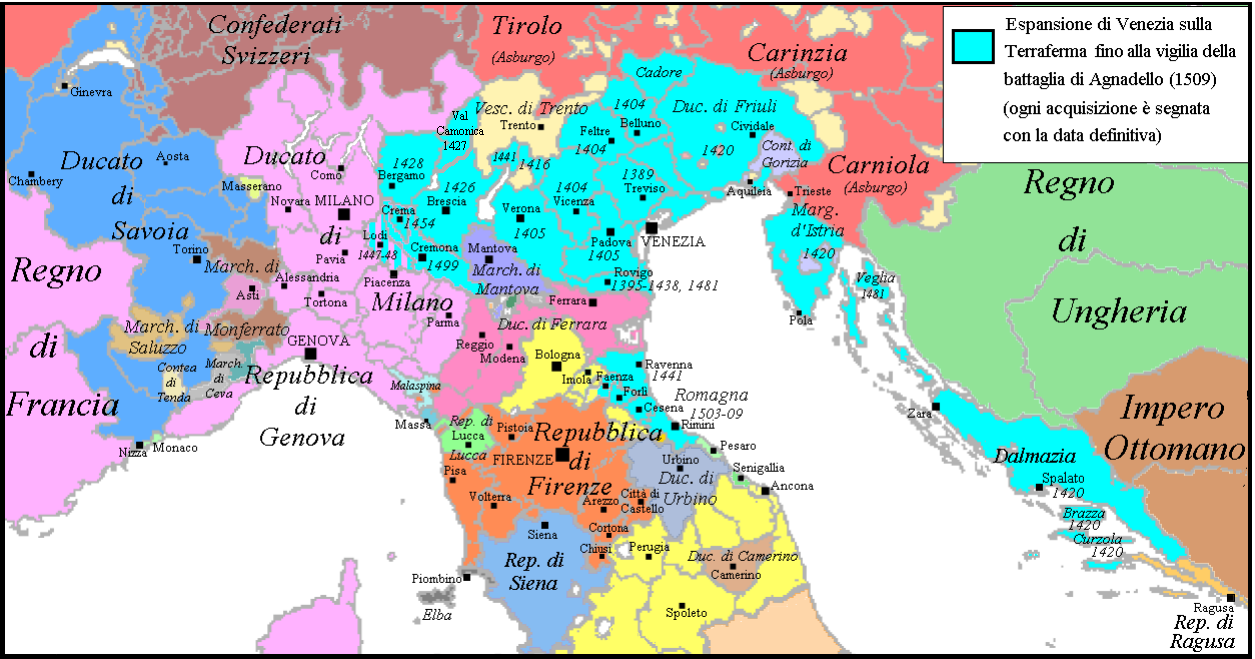
In azzurro chiaro i domini della Repubblica di Venezia nel 1509, tra cui l'Istria e la Dalmazia

Secondo il censimento del 2011 i dalmati italiani sono in leggero incremento, dai 304 censiti nel 2001 ai 349 del 2011. A questi si aggiungono 705 abitanti che si dichiarano genericamente dalmatini, ossia popolazione mistilingua. Sono l'ultima testimonianza di una presenza che discende direttamente dalle popolazioni di lingua romanza sopravvissute alle invasioni slave.
Secondo il linguista Matteo Bartoli, all'inizio delle guerre napoleoniche (1803), l'italiano era l'idioma parlato come prima lingua da circa il 33% della popolazione dalmata
Alle valutazioni di Bartoli si affiancano anche altri dati: Auguste Marmont, il governatore francese delle Province Illiriche commissionò un censimento nel 1809 attraverso il quale si scoprì che i dalmati italiani, concentrati soprattutto nelle città, costituivano oltre il 29% della popolazione totale della Dalmazia. Secondo il censimento austriaco del 1865 la percentuale dei dalmati italiani raggiungeva il 12,5% del totale nella regione.
La comunità italiana agli inizi del XIX secolo era ancora consistente ed era maggioritaria in alcuni dei maggiori centri urbani costieri e su alcune isole. Con l'affermarsi del concetto di nazionalismo romantico e il risveglio delle coscienze nazionali, cominciò la lotta fra gli italiani e gli slavi per il dominio sulla Dalmazia. Nel XIX secolo, per opporsi al Risorgimento italiano, il governo austriaco in Dalmazia cercò di contrastare la presenza degli Italiani nelle province, la cui entità numerica andò così progressivamente diminuendo nel corso degli anni.
I verbali del Consiglio dei ministri asburgico della fine del 1866 mostrano l'intensità dell'ostilità anti-italiana dell'imperatore e la natura delle sue direttive politiche a questo riguardo. Francesco Giuseppe si convertì pienamente all'idea della generale infedeltà dell'elemento italiano e italofono verso la dinastia asburgica: in sede di Consiglio dei ministri, il 12 novembre 1866, l'imperatore Francesco Giuseppe I d'Austria tracciò un progetto di ampio respiro mirante alla germanizzazione o slavizzazione dell'aree dell'impero con presenza italiana:
(Francesco Giuseppe I d'Austria, consiglio della Corona del 12 novembre 1866.)
Tutte le autorità centrali ebbero l'ordine di procedere sistematicamente in questo senso.

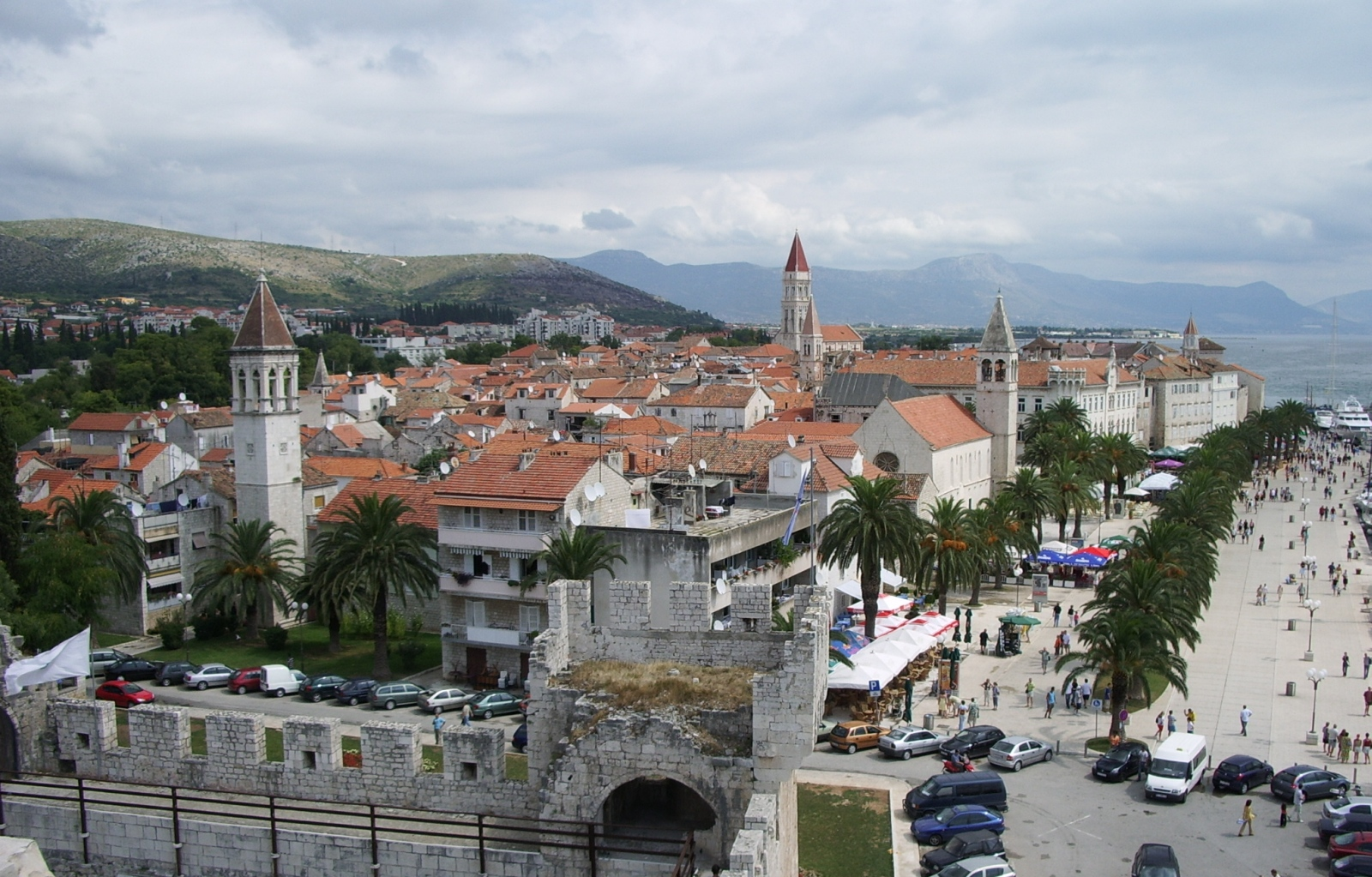
Panorama di Traù visto dal Castello del Camerlengo

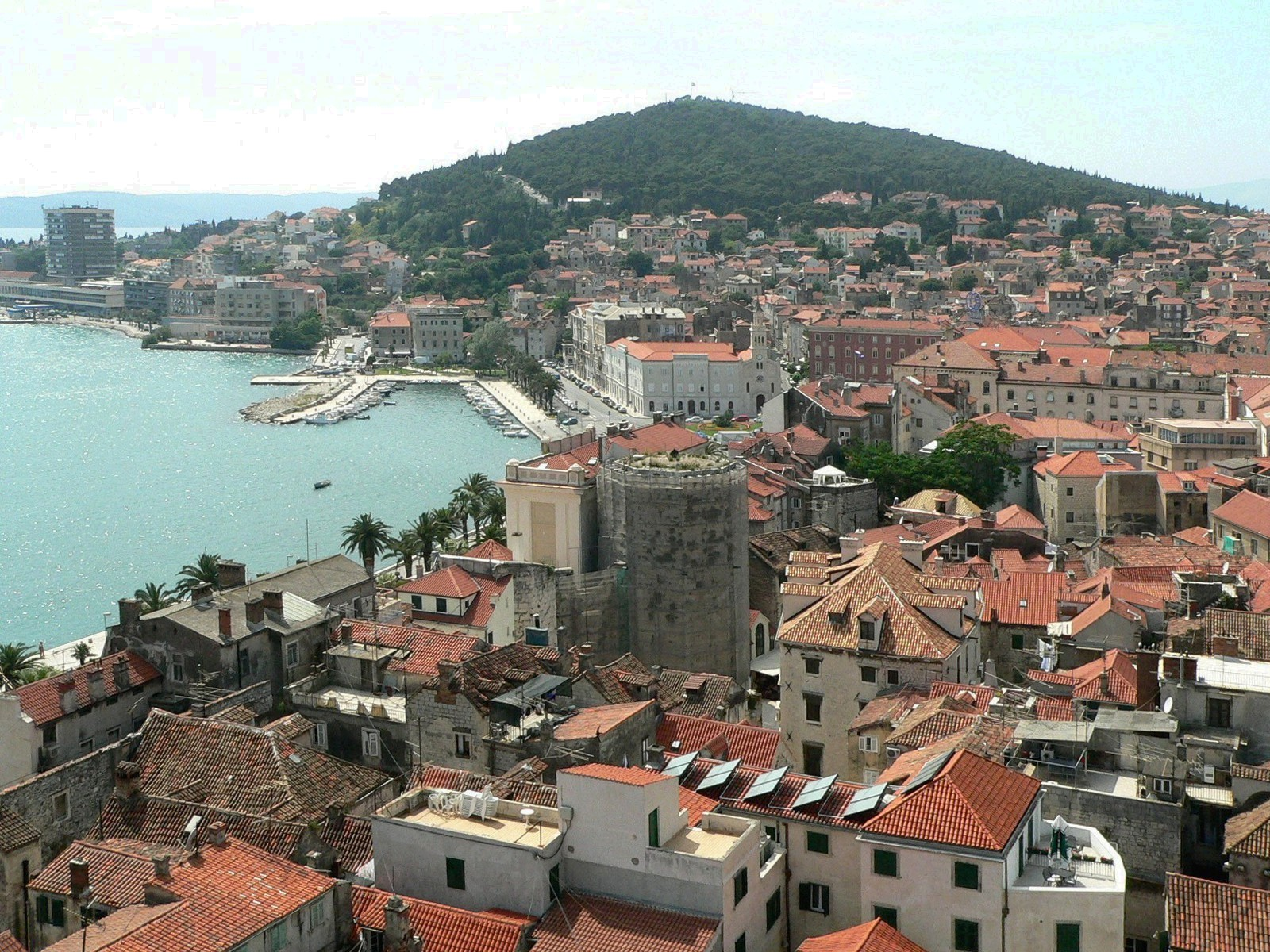
Panorama di Spalato, sul cui sfondo si vede il Monte Mariano

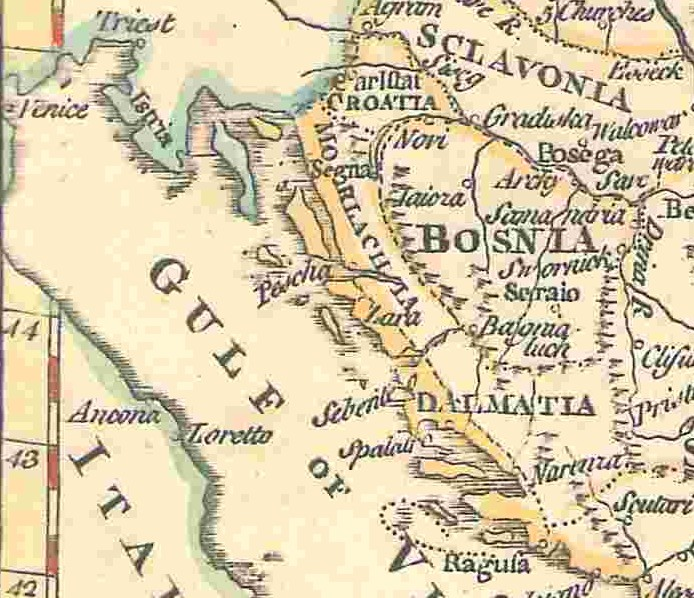
La Morlacchia in un'antica carta geografica.

Secondo i censimenti dell'Impero Austroungarico, la lingua italiana in Dalmazia era parlata nelle seguenti percentuali:
| Anno | Numero di italiani | Percentuale | Popolazione (totale) |
| ---- | ------------------ | ----------- | -------------------- |
| 1800 | 92 500             | 33,00%      | 280 300              |
| 1809 | 75 100             | 29,00%      | 251 100              |
| 1845 | 60 770             | 19,7%       | 310 000              |
| 1865 | 55 020             | 12,5%       | 440 160              |
| 1869 | 44 880             | 10,8%       | 415 550              |
| 1880 | 27 305             | 5,8%        | 470 800              |
| 1890 | 16 000             | 3,1%        | 516 130              |
| 1900 | 15 279             | 2,6%        | 587 600              |
| 1910 | 18 028             | 2,7%        | 677 700              |

Questi dati rilevano il calo notevole, iniziato con la dominazione austriaca fin dai primi anni dell'Ottocento. Tale numero è progressivamente sceso per poi quasi azzerarsi, dopo la seconda guerra mondiale, a causa dell'esodo giuliano dalmata. È da notare che i dati dei censimenti austriaci fanno riferimento alla lingua d'uso, comprendendo fra gli italofoni anche alcuni slavi, poiché l'italiano fu l'unica lingua dell'istruzione scolastica sino agli anni settanta del XIX secolo, quando furono chiuse le scuole italiane in tutta la regione, tranne a Zara.
Da aggiungere che la maggioranza della popolazione delle città e dei borghi capiva, ed all'occorrenza, sapeva esprimersi in italiano vernacolare, e solo gli istruiti nell'italiano standard. Nelle campagne, questo valeva soprattutto per le vecchie generazioni.
Oggi in Dalmazia c'è stata una riscoperta identitaria degli ultimi italiani, che hanno costituito delle locali comunità a Cherso, Lussinpiccolo, Veglia, Zara, Spalato, Lesina e Cattaro.

#### Lingue e dialetti italiani

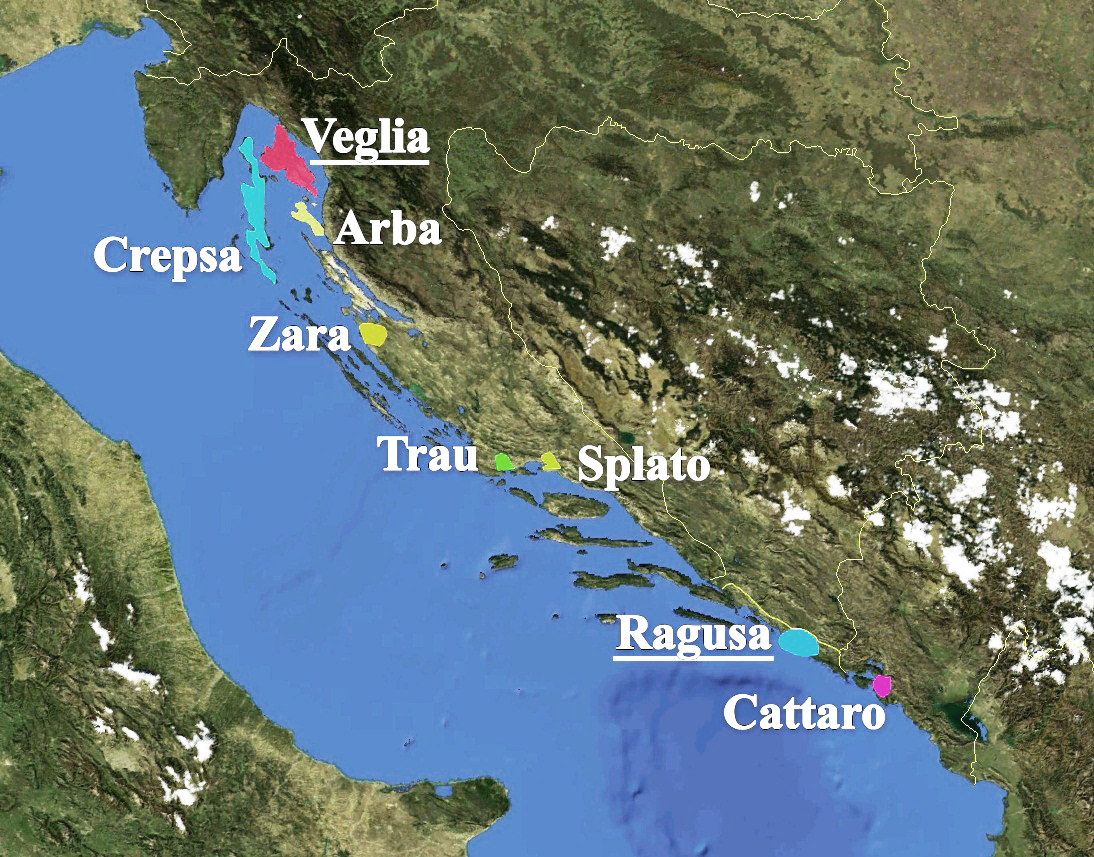
Mappa dei dialetti della lingua dalmatica

Il dialetto parlato dagli italiani di Dalmazia è un dialetto della lingua veneta, che non ha nulla a che fare con l'originaria lingua dalmatica, di tipo romanzo orientale o italoromanzo. Per molti anni nell'area dalmata, almeno fino al XVII secolo si è parlata la lingua franca del Mediterraneo, un dialetto italiano coloniale di uso commerciale pieno di prestiti linguistici dalle lingue del mediterraneo.
L'italiano toscano fu la lingua ufficiale della Repubblica di Ragusa da quando subentrò al latino nel 1492 fino alla fine della Repubblica nel 1808. Gradualmente il croato prese piede anche nella città di Ragusa per l'immigrazione di elementi slavi, mentre l'italiano rimase la lingua dell'aristocrazia ragusea, che però scrisse molti e migliori componimenti letterari nella lingua croata štokava ijekava: Niccolò Ragnina (Nikša Ranjina), Sigismondo Menze (Šiško Menčetić), Giovanni Francesco Gondola (Gjivo Gundulić), Giunio Palmotta (Gjono Palmotić) ecc., come pure i borghesi Mauro Vetrani (Mavro Vetranović Čavčić), Giorgio Darsa (Gjore Držić), Marino Darsa (Marin Držić) ecc.

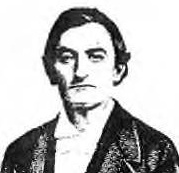
Tuone Udaina, l'ultimo a parlare la lingua dalmatica. Morì nel 1898

### Gli altri gruppi romanzi
Nel XVII secolo la lingua dalmatica, un'antica lingua neolatina, si estinse, in parte per la massiccia affluenza nella zona di elementi slavi.
Alla nascita della nazione italiana le altre etnie neolatine della zona erano quasi del tutto estinte o assimilate dalla cultura veneta e slava: 
- i romeni si uniformarono alla lingua croata oppure emigrarono verso l'isola Veglia e l'Istria
- i dalmatici adottarono la lingua italiana nell'istruzione e sempre più frequentemente il veneto, il croato o il serbo.

La lingua dalmatica è stata suddivisa tradizionalmente in due varianti principali, in base soprattutto alla documentazione storica disponibile:
- il settentrionale o veglioto, così chiamato perché proprio dell'isola di Veglia. Si è estinto nel 1898;
- il meridionale o raguseo per il quale esistono attestazioni antiche relative a documenti e memorie della Repubblica di Ragusa. Si è estinto tra il XV e il XVI secolo.